# Wittenburg

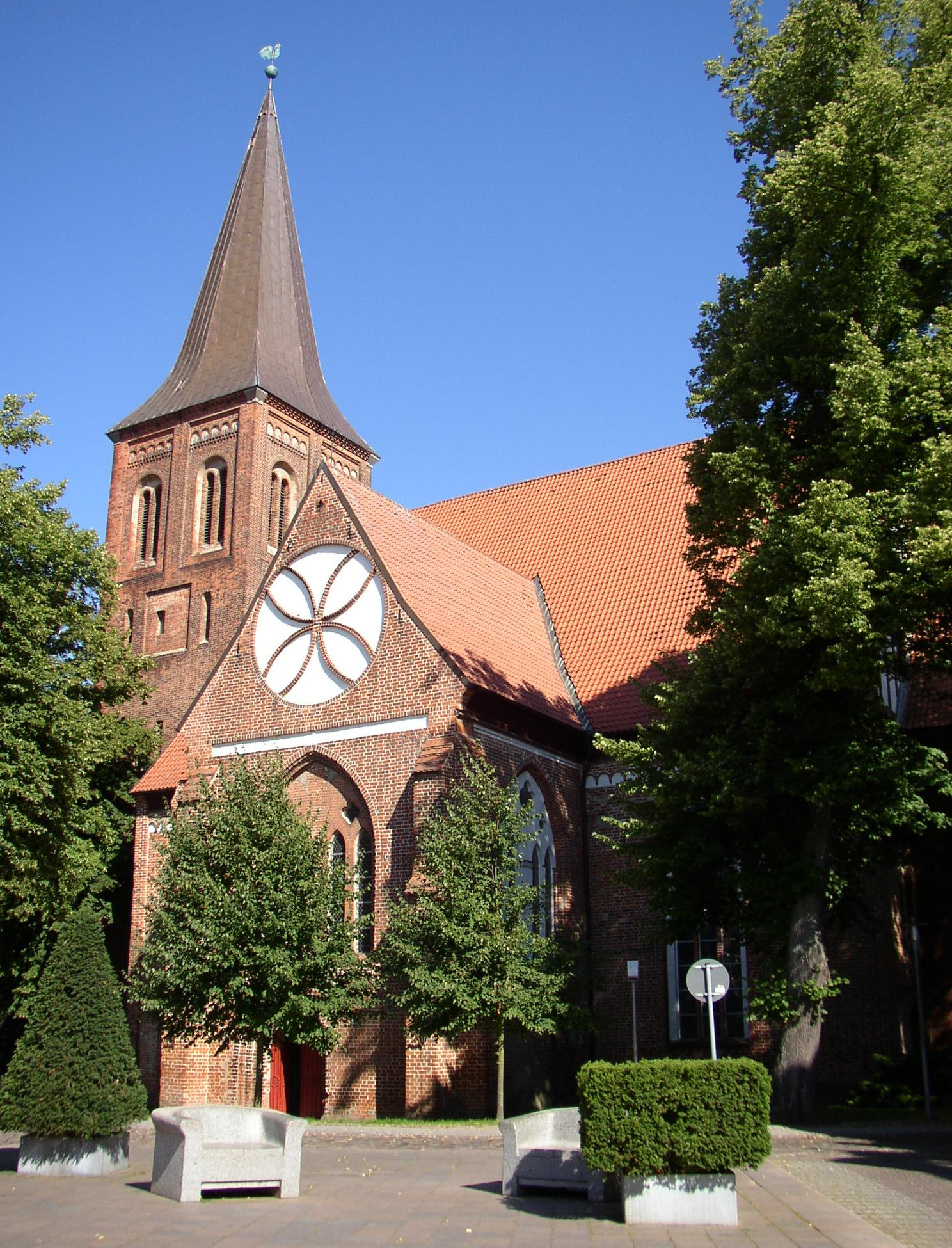
Kościół św. Bartłomieja w Wttenburgu

Wittenburg – miasto Niemczech, w kraju związkowym Meklemburgia-Pomorze Przednie, w powiecie Ludwigslust-Parchim, siedziba Związku Gmin Wittenburg. Miasto liczy 6 313 mieszkańców, powierzchnia wynosi 80,00 km².
25 maja 2014 do miasta przyłączono dwie gminy: Körchow oraz Lehsen, które stały się automatycznie jego dzielnicami.

## Współpraca
Miejscowość partnerska:
- Löningen, Dolna Saksonia